# Zelia peruviana
Zelia peruviana là một loài ruồi trong họ Tachinidae.